# Pseudocopera rubripes
Pseudocopera rubripes – gatunek ważki z rodziny pióronogowatych (Platycnemididae). Występuje we wschodniej Azji – we wschodnich Chinach, na Półwyspie Koreańskim, Kraju Nadmorskim (Rosja) i Japonii. W starszych ujęciach systematycznych takson ten był dzielony na dwa, a nawet trzy osobne gatunki.